# Végjáték (regény)
A Végjáték military sci-fi regény, Orson Scott Card tollából. A regény főszereplője Andrew „Ender” Wiggin, egy tehetséges gyerek, akiben a Föld megmentőjét látja a hadvezetés az idegen „Hangyok” ellen.
Az eredeti kiadás 1985-ben jelent meg, majd többször is kiadták általában változatlan formában. Magyarországon több formában és fordításban (e-könyv formátumban is) jelent meg. 2013-ban az Unio Mystica Kiadó gondozásában, filmes borítóval adták ki.
A regény 1985-ben elnyerte a rangos Nebula-díjat, 1986-ban pedig a Hugo-díjat, melyek a legtekintélyesebb sci-fi elismerések. Még ebben az évben jelölték a regényt a Locus-díjra, amit nem nyert meg.
A műből film is készült Végjáték címen, Gavin Hood rendezésében, Harrison Ford és Asa Butterfield főszereplésével.

## Történet
|  | Alább a cselekmény részletei következnek! |

Ender Wiggin egy távoli jövőben született, a Hangyok második inváziója után. A Hangyok első inváziója letörölte az emberiség seregét a térképről, de a második invázióban az emberiség Mazer Rackham-nek köszönhetően győzelmet aratott. Mazer és csapata öngyilkos küldetésre indult a vezérhajó ellen, ahova meglepetésükre a Hangyok beengedték őket. Ekkor együttes támadásukkal megsemmisítették a Királynőt, mire a Hangyok egy szempillantás alatt elpusztultak.
Győzelmük után a Nemzetközi Flotta (NF) hadserege szétrajzott az űr végtelen sötétjében, hogy örökre megsemmisítsék a Hangyokat. Erről a közvélemény mit sem tudva készült a következő invázió visszaverésére. A Föld őrült fegyverkezésbe kezdett, az egymással ellenséges országok elásták a csatabárdot, és együtt készültek a háborúra. A hadsereg készen állt, viszont nem volt alkalmas hadvezérük, mert a Hangyok már kiismerték a felnőtt parancsnokokat. Ekkor a hadvezetés rátalált győzelmük kulcsaira, a hihetetlen képességekkel megáldott gyerekekre. Őket a világ minden tájáról behívták az NF kötelékébe, majd elvitték őket egy orbitális pályán keringő űrállomásra, a Hadiiskolába.
Ender vallásos családban nőtt fel, bár apja John Paul Wiggin és anyja Theresa Wiggin nem egy vallásban hittek. Mindketten nagyon intelligensek, és családcentrikusak. Első gyermekük Peter Wiggin a történet kezdetén 10 éves, néggyel több, mint Ender. Petert és Valentin Wiggint, Ender nővérét szintén alkalmasnak találták a Hadiiskolába, ám Petert elbocsátották túlzott erőszakossága, Valentint pedig kedvessége miatt. Ekkor az NF felszólította a szülőket, hogy mindenképp nemzzenek még egy gyermeket, bár Ender születése előtt létrehoztak egy népességszabályozó törvényt, mely értelmében Ender-nek nem szabadott volna világra jönni.
Az NF tudta, hogy egy különleges gyermekkel lesz dolguk. A Hadiiskolába készülőket próbaként ellátták egy-egy „Monitorral”, hogy mindig figyelhessék a gyerekeket. A család mindhárom gyermeke megkapta az eszközt, ám Enderből egy évvel később szedték ki, mint Peterből. Ez éles ellentétet szült a két gyerek közt, ezért Peter mindent meg tett Ender életének megkeserítésére. Majd egy nap megfenyegette Endert és Valentint, hogy egyszer végez velük. Miután ezt közölte velük, Ender és Valintin lefeküdt aludni. Peter ekkor abban a hitben, hogy Ender alszik, a fülébe súgta, hogy ő valójában igen is szereti, csak fenn kell tartania azt a látszatot, hogy Ő uralkodik fölöttük.
Az iskolában Ender számkivetettnek számított, hisz „Harmadik” volt. Stilson és bandája gyakran kínozta ezért Endert, míg egy nap Ender végleg le nem számolt vele, hogy békét leljen. Ender a földre vitte Stilsont, és bár ismerte a hadviselés íratlan szabályait, mégis megtámadta az immáron tehetetlen Stilsont. Ezután Ender haza indult, és bár soha nem tudta meg, Stilson a kórházban meghalt. Kis idő után egy NF egyenruháját hordó tiszt kereste meg Ender szüleit, hogy értesítse őket: fiuk felvételt nyert a Hadiiskolába. Mint kiderült, a Monitor eltávolítása is egy próba volt. A tiszt Graff ezredesként mutatkozott be, majd a búcsúzkodás után magával vitte Endert a Hadiiskola felé tartó űrhajóra, ahol nála idősebb sorstársai szintén felvételt nyertek.
Az iskola egy orbitális pályán mozgó űrállomás, mely közepén egy zéró-gravitációs terem van. Graff az űrhajón szándékosan kitette Endert a többiek céltáblájául, hisz bejelentette, hogy ő a legtehetségesebb az űrhajón. Az egyik növendék rászállt az utazás alatt, mely következtében Ender a gravitáció hiánya miatt eltörte a karját. A Hadiiskolában Endert beosztották a többi Fiókát tartalmazó csapatba. A csapat „mamája” Dap-ként mutatkozott be, majd közölte velük a csapat egyedi színkódolását, a piros-sárga-sárgát.
A Hadiiskolában több tantárgyat is tanultak a tanoncok, illetve szabadidejükben egy „Szabad Játék” nevű programmal játszhattak, ami valójában egy pszichológiai elemző-szoftver volt. Ender itt megismerkedett egy Alai nevű fiúval, aki jóban volt Bernard-dal. Bernard fölépítette a saját kis „királyságát”, amit Ender teljes szívből megvetett. Ezzel sikerült kivívnia Bernard ellenszenvét, akárcsak Shen (gúnynevén Kukac), akivel később jó barátok lettek. Mikor Bernard azzal hergelte Shent, hogy kinyilvánította ellenszenves véleményét arról, hogy Shen járás közben riszálja a fenekét, Ender a rendszer hibáját kihasználva létrehozott egy „Isten” nevű felhasználót, majd az ő nevével Bernard-ot lejárató üzeneteket küldött társai számítógépeire.
|  | Itt a vége a cselekmény részletezésének! |

## Szereplők
Legfontosabb szereplők: Andrew "Ender" Wiggin (főszereplő), Valentine, Peter, Shen, Alai, Bernard, Bonzo, Anderson őrnagy, Graff ezredes, a hangykirálynő, Dink, Nagyorrú Rose, Petra stb.

## A regény születése
A Végjáték kezdetben egy novellasorozat volt. Amikor Orson Scott Card elkezdett foglalkozni A Holtak Szószólója történetének felvázolásával, felvetődött benne, hogy a főszereplője Andrew „Ender” Wiggin lehetne. Az ötlet kivitelezéséhez viszont szükséges volt, hogy a Végjáték cselekménye megfelelően megalapozza az új könyv történetét. Így az író az új regény megírása előtt a célnak megfelelően elkészítette a Végjáték regényváltozatát is, melyben Ender karaktere sokat fejlődött a novellasorozathoz képest. A novellához képest az író a regény végébe beleszőtte, hogy Ender miképp válik a Holtak Szószólójává.

## Magyarul
- Végjáték; ford. F. Nagy Piroska; Móra, Bp., 1991 (Galaktika fantasztikus könyvek)
- Végjáték. A holtak szószólója; ford. Szántai Zsolt; Valhalla Páholy, Bp., 1994
- Fajirtás. Orson Scott Card Végjáték ciklusának legújabb kötete; ford. Mohácsi Enikő; Szukits, Szeged, 1999
- Végjáték; ford. Bihari György; Dáin, Szeged, 2011
- Ender árnyéka. A jövő immáron a jelen; ford. Horváth Norbert; Alexandra, Pécs, 2011
- A holtak szószólója. Végjáték 2; ford. Körmendi Ágnes; Unio Mystica, Bp., 2014
- Az elme gyermekei. Végjáték 4; ford. Hargittai Krisztina; Unio Mystica, Fót, 2015
- Végjáték; ford. F. Nagy Piroska; 3. jav. kiad.; Unio Mystica, Fót, 2015
- Ender száműzetésben. Végjáték-univerzum; ford. Hargittai Krisztina; Unio Mystica, Fót, 2016

## Díjak, elismerések
- 1985: Nebula-díj, regény kategóriában
- 1986: Hugo-díj, regény kategóriában
- 1986: Lucas-díj, sci-fi regények kategóriában (nem nyerte el)